# Colchester
|  | Per a altres significats, vegeu «Colchester (desambiguació)». |

Colchester és una ciutat ubicada al nord-est del comtat d'Essex (Anglaterra), amb una població d'aproximadament 100.000 habitants. És seu de la Universitat d'Essex. La ciutat es troba organitzada d'una forma moderna i alberga un dels castells històricament més importants del Regne Unit.
S'ubica 97 km al nord de Londres.

## Història
Colchester és sovint considerada l'assentament romà més antic conegut al Regne Unit.
Abans del període romà, Colchester era coneguda com a "Camulodunon", "fortalesa (dun) de Camulos", déu de la guerra celta. Els romans van llatinitzar-lo a "Camulodunum" ("CAMVLODVNVM"). Hi ha teories sobre que Colchester va ser conquerida de la reina Boudica el 61 dC i que va ser també la primera capital del Regne d'Anglaterra.

## Cultura

### Fills il·lustres
- Margery Allingham, escriptora
- Archibald Wavell, 1r Comte Wavell, militar
- Blur, grup musical

## Agermanament
Colchester té un pacte d'agermanament amb:
- Imola, Itàlia
- Wetzlar, Alemanya
- Avinyó, França